# 艾因貝達區
35°47′47″N 7°23′34″E / 35.7964°N 7.3928°E
艾因貝達區（阿拉伯语：‎），是阿爾及利亞的行政區，位於該國東北部，由烏姆布瓦吉省負責管轄，首府設於艾因貝達，面積597平方公里，2008年人口138,552，人口密度每平方公里232人。